# Whitney Wolfe Herd
Whitney Wolfe Herd (Salt Lake City, 1º de julho de 1989) é uma empresária norte-americana. Ela é fundadora e CEO do Bumble, um aplicativo de encontros lançado em 2014. Em 2018, apareceu na lista de 100 pessoas mais influentes do ano pela Time.. Em 2021, Herd se tornou a mais jovem mulher bilionária do mundo.